# Charles Aránguiz
Charles Mariano Aránguiz Sandoval (ur. 17 kwietnia 1989 w Puente Alto) – chilijski piłkarz występujący na pozycji środkowego pomocnika, reprezentant Chile, od 2024 roku zawodnik chilijskiego Universidad de Chile.
Złoty medalista Copa América 2015 i 2016, srebrny medalista Pucharu Konfederacji 2017. Uczestnik Mistrzostw Świata 2014, Copa América 2019 i 2021.
Jego kuzyn Mario Sandoval również jest piłkarzem.

## Kariera klubowa
Aránguiz jest wychowankiem Cobreloa, z której w 2007 został wypożyczony do Cobresal, a prawie dwa lata później sprzedany do stołecznego Colo Colo.

## Kariera reprezentacyjna
Aránguiz w barwach kilku chilijskich młodzieżówek występował w turniejach takich jak Milk Cup (2007, 2008), Turniej w Tulonie (2008), Kupa Talents Cup (2008) czy nawet w Mistrzostwach Ameryki Południowej U-20 w 2009. W seniorskiej kadrze narodowej zadebiutował w 2010. Został powołany do szerokiej kadry na Mundial 2010.

## Sukcesy

### Colo-Colo
- Mistrzostwo Chile: Clausura 2009

### Universidad de Chile
- Mistrzostwo Chile: Apertura 2011, Clausura 2011, Apertura 2012
- Puchar Chile: 2015/2016
- Copa Sudamericana: 2011

### Internacional
- Mistrzostwo Campeonato Gaúcho: 2014, 2015

### Reprezentacyjne
Copa América
- Mistrzostwo: 2015, 2016

Puchar Konfederacji
- 2. miejsce: 2017

### Wyróżnienia
- Drużyna turnieju Copa América: 2016[1]